# Meandrina braziliensis
Espèce
Meandrina braziliensis est une espèce de coraux appartenant à la famille des Meandrinidae.